# San Diego, San Luis Potosí
San Diego är en ort i Mexiko.   Den ligger i kommunen Santa Catarina och delstaten San Luis Potosí, i den centrala delen av landet, 230 km norr om huvudstaden Mexico City. San Diego ligger 980 meter över havet och antalet invånare är 774.
Terrängen runt San Diego är huvudsakligen kuperad, men åt sydväst är den bergig. Runt San Diego är det ganska glesbefolkat, med 22 invånare per kvadratkilometer. San Diego är det största samhället i trakten. I omgivningarna runt San Diego växer huvudsakligen savannskog.